# Фесін Іван Іванович
Фе́сін Іва́н Іва́нович (нар. 11 (24) червня 1904 — пом. 24 грудня 1991) — радянський військовик, учасник Другої світової війни, двічі Герой Радянського Союзу (1943), генерал-майор (1943).

## Біографія
Народився 11 (24) червня 1904 року на хуторі Муравльов (тепер Кам'янський район Ростовської області в селянській родині. Росіянин. Член ВКП(б) з 1929 року.
Закінчив початкове училище. Працював на копальні.
В лавах РСЧА з 1926 року. У 1930 році закінчив Владикавказьку піхотну школу. Проходив службу у військах НКВС СРСР.
У 1941 році закінчив Військову академію імені М. В. Фрунзе.
Учасник німецько-радянської війни з червня 1941 року. Командував стрілецьким полком на Західному та Північно-західному фронтах.
У 1942 році призначений командиром 13-ї мотострілецької бригади 12-го танкового корпусу 3-ї танкової армії. Особливо полковник І. І. Фесін відзначився в січні 1943 року на Воронезькому фронті під час боїв за визволення міста Розсош Воронезької області та на підступах до Харкова.
У 1943 році призначений командиром 236-ї стрілецької дивізії 46-ї армії Степового фронту. В ході проведення Дніпропетровської наступальної операції підрозділи дивізії в ніч на 26 вересня 1943 року вдало форсували Дніпро в районі села Сошинівка Верхньодніпровського району Дніпропетровської області, захопили та утримали плацдарм на правому березі.
Наказом Верховного Головнокомандувача в жовтні 1943 року 236-ї стрілецькій дивізії присвоєне почесне найменування «Дніпропетровська».
У 1943 році І. І. Фесіну присвоєне військове звання «генерал-майор».
У 1944–1948 роках — начальник Московського військового піхотного училища імені Верховної Ради РРФСР.
У 1949 році закінчив Вищу військову академію імені К. Є. Ворошилова, залишений викладачем при цій академії.
У 1965 році вийшов у запас. Мешкав у Москві.
Помер 24 грудня 1991 року. Похований на Троєкурівському цвинтарі.

## Нагороди
Указом Президії Верховної Ради СРСР від 1 березня 1943 року за мужність і героїзм, виявлені в боях з німецько-фашистськими загарбниками, командир 13-ї мотострілецької бригади 12-го танкового корпусу 3-ї танкової армії Воронезького фронту полковник Фесін Іван Іванович удостоєний звання Героя Радянського Союзу з врученням ордена Леніна і медалі «Золота Зірка» (№ 827).
Указом Президії Верховної Ради СРСР від 1 листопада 1943 року командир 236-ї стрілецької дивізії 46-ї армії Степового фронту полковник Фесін Іван Іванович нагороджений другою медаллю «Золота Зірка» (№ 14/ІІ).
Нагороджений двома орденами Леніна, двома орденами Червоного Прапора, орденами Суворова 2-го ступеня, Вітчизняної війни 1-го ступеня, двома орденами Червоної Зірки й медалями.
Почесний громадянин міста Розсош Воронезької області (1968).

## Пам'ять
Бронзове погруддя встановлено на батьківщині Героя.